# NGC 3478
NGC 3478 (również PGC 33101 lub UGC 6069) – galaktyka spiralna z poprzeczką (SBbc), znajdująca się w gwiazdozbiorze Wielkiej Niedźwiedzicy. Odkrył ją William Herschel 5 lutego 1788 roku. Jest to galaktyka z aktywnym jądrem typu LINER.